# Trenchtown
 (mai 2015).
Si vous disposez d'ouvrages ou d'articles de référence ou si vous connaissez des sites web de qualité traitant du thème abordé ici, merci de compléter l'article en donnant les références utiles à sa vérifiabilité et en les liant à la section « Notes et références ».
Trench Town (aussi Trenchtown) est un des quartiers sud de la ville de Kingston, plus précisément situé dans le secteur 12 de la capitale et principale ville de Jamaïque. Il fait néanmoins partie de la paroisse de Saint Andrew. Les codes postaux de cette ville qui présentent des chiffres élevés correspondent à une population ayant une économie riche et stable. En conséquence, les chiffres les plus bas sont considérés être les endroits où les gens vivent sous le seuil de la pauvreté. 
Une légende attribue souvent l'origine son nom (qui peut se traduire par la « ville-tranchée »)  à l'énorme canal d'évacuation d'eau ("gully") qui passe en son milieu par Collie Smith Drive. En réalité, le nom "Trenchtown" provient du fait que ce quartier ait appartenu à l'origine à un immigré irlandais nommé Daniel Trench et était appelé "Trench Pen" ("l'enclos de Trench"). Après le rebouchage, certains l'appelèrent Concrete, qui signifie béton en anglais, mais Trenchtown reste quand même le nom principal. Les conditions de vie sont très dures, la majorité de la population vit dans la misère, la mortalité infantile ainsi que la criminalité est élevée.
Ce quartier est surtout célèbre pour avoir été le berceau de la musique reggae et de nombreux artistes de ce style, dont Bob Marley.

## La naissance du reggae
Le quartier de Trenchtown de la ville de Kingston est reconnu pour avoir été une très grande influence dans la culture populaire, notamment pour les nombreux artistes de ska, de rocksteady et de reggae qui proviennent de ce milieu. De plus, il y a plusieurs artistes qui s'y réfèrent dans leurs chansons. Bob Marley, l'artiste le plus connu dans le genre de musique reggae, a grandi dans ce quartier. Bob Marley, né Robert Nesta Marley, mentionne à plusieurs reprises Trenchtown dans certaines de ses chansons.
Voici une liste de quelques-uns des nombreux artistes qui proviennent de ce quartier :
* Toots & the Maytals
* Alton Ellis
* Peter Tosh et Bunny Wailer
* The Abbysinians
* Wailing Souls
* The Paragons
* The Techniques
* Dean Fraser

## Les principaux sites touristiques[1]
* Le musée culturel de Trench Town
* Centre de lecture de Trenchtown
* Centre de paix et justice de Trench Town
* Le musée de Bob Marley

## Histoire
Parcelle de terre appartenant à un immigré irlandais Daniel Trench, Trench Pen fait partie de la paroisse de Saint Andrew, au Nord-Ouest de la paroisse de Kingston. Face à l'explosion démographique dans les années 1920, le quartier est acquis en 1930 par un organisme, le KSCA, chargé de gérer à la fois les paroisses de Kingston et de Saint Andrew, afin de créer de nouveaux logements. C'est à partir de cette époque que Trench Pen prend le nom de Trenchtown. 
Trenchtown devient une zone résidentielle. En 1941, les premiers logements sont livrés dans la First Street, qui servira de modèles de base pour les autres rues qui suivront vers le Nord. En 1951, l'ouragan Charlie détruit de nombreux bidonvilles de Kingston et la construction de Trenchtown est accélérée pour permettre de reloger de nombreux habitants de la capitale. De plus, le quartier doit faire face à l'exode massif de jamaïcains venus de la campagne à la capitale pour chercher du travail.
La plupart des constructions furent alors des immeubles en béton d'un ou deux étages, construits autour d'une cour ("yard") avec des équipements communs pour la cuisine et des bouches a incendies ("standpipes") pour l'eau. Cependant, aucun système d'égouts ne fut construit par manque de fonds. Parce que ces habitations étaient construites autour d'un "yard", les habitants de Trenchtown sont souvent péjorativement surnommés "yardie" (et par extension, les jamaïcains ou tout autre habitant des caraïbes dans certains pays anglo-saxons).
L'extrême pauvreté des habitants de ce quartier ainsi que son insalubrité dans les années 1960, vont être le terreau d'une grande activité musicale et de l'éclosion de nombreux musiciens de talents. C'est en effet à Trenchtown que naît véritablement des genres musicaux comme le rocksteady et surtout, le reggae en 1968. Parmi les nombreux artistes qui éclosent de Trenchtown, il y a Bob Marley, Peter Tosh, Joe Higgs, Alton Ellis, Lord Tanamo, Toots & The Maytals, Wailing Souls, Delroy Wilson...  Bunny Wailer, du groupe The Wailers et lui aussi originaire de ce quartier, dira même de Trenchtown qu'il est le "Hollywood jamaïcain". Néanmoins, Trenchtown reste un ghetto où la pauvreté, le trafic de drogue et la criminalité sont très élevés. 
Dans les années 1970, le quartier devint dangereux du fait de la rivalité des deux partis nationaux se disputant le pouvoir depuis toujours : le PNP (People's National Party), dirigé par le socialiste Michael Manley et le JLP (Jamaican Labour Party), dirigé par le conservateur Edward Seaga, appuyé par la CIA et les États-Unis. Trenchtown a toujours été le lieu d'affrontements politiques et où chaque parti a toujours cherché à s'attirer les faveurs de ses habitants via le Pork Barrel (terme argotique qui désigne la manière de s'approprier des voix pour un parti par la mise en place de travaux publics dans certains quartiers). Le Pork Barrel a eu pour conséquence de créer des "quartiers garnisons", c'est-à-dire inféodés à un parti ou à l'autre. En 1967, lors des élections, de violents affrontements avaient déjà éclaté dans les rues de Trenchtown entre différents gangs ralliés soit au PNP soit au JLP. Le centre de Trenchtown (c'est-à-dire les sept rues qui constituent le Trenchtown originel) se situe entre le quartier "garnison" de Tivoli Gardens construit par le JLP en 1966 et celui d'Arnett Gardens (surnommé Concrete Jungle) construit par le PNP en 1972. Une véritable guerre de position se crée à l'intérieur du quartier, où les hommes de main ("gunmen") de chaque parti se battent pour acquérir la moindre rue.
Cet affrontement prend une tournure dramatique dans les années 1970, avec le recours de plus en plus constant aux armes à feu. En juin 1976, année d'élections législatives, l'état d'urgence est même déclaré jusqu'en 1977. La police puis l'armée instrumentalisées par les partis, abusent aussi de leur pouvoir pour réprimer les gangs, ce qui entraînent une escalade de la violence. Lors de l'année 1980, 800 jamaïcains sont tués à cause des affrontements entre gangs. Ces gangs prennent une importance de plus en plus croissante dans les années 1980, se lançant progressivement dans le trafic de drogue et le trafic d'armes. Certains chefs de gangs (appelés Don) exilés aux États-Unis créent de véritables filières criminelles. Le gang de Tivoli Gardens, appelé Shower Posse devient même tristement célèbre pour être au cœur du trafic de crack dans les années 1980.
Trenchtown est toujours réputé pour être l'un des endroits les plus dangereux de Kingston, responsable d'une grande partie de la criminalité record en Jamaïque (près de 1600 morts par an en 2009).

## Divers
- Trenchtown est mentionné dans les chansons :
  - No Woman, No Cry (album Natty Dread), Trench Town (album Confrontation), Trenchtown Rock de Bob Marley
  - Frenchtown de l'album Tuff Gong Blues de Pierpoljak
  - Shine On (album R.I.O.) de R.I.O.
  - Kingston dans l'album O Gringo de Bernard Lavilliers

- Le clip de la chanson "Revolution" (Bob Marley), dont les images laissent voir une extrême misère, offre un aperçu de Trenchtown aux alentours de 1980.

- Nombre d'artistes de reggae y ont vécu ou y sont nés (Peter Tosh, Burning Spear, Bunny Wailer).

- Dans la chanson "Imposteur[2]" de Bhale Bacce Crew

- Un quartier dans Trenchtown s'appelle Cooreville Gardens et a pour particularité que ses rues ont le nom d'artistes reggae jamaïcains connus lors de son développement.